# Het Ding
Het Ding (The Thing), alias Benjamin “Ben” Jacob Grimm, is een fictieve superheld uit de strips van Marvel Comics. Hij is een van de vier oorspronkelijke leden van de superheldengroep de Fantastic Four.
Net als de andere Fantastic Four-leden is Het Ding een creatie van Stan Lee en tekenaar Jack Kirby. Hij verscheen voor het eerst in Fantastic Four nr. 1 (november 1961).
De Nederlandse stem van The Thing was voorheen Simon Zwiers en Sander de Heer (acteur). Later werd dit Marcel Jonker.

## Geschiedenis
Ben Grimm werd geboren in New York in een arm gezin. Zijn oudere broer kwam om bij gevechten tussen verschillende straatbendes toen Ben acht jaar oud was. Na de dood van zijn ouders werd hij opgevoed door zijn oom en tante.
Ben verkreeg op de middelbare school een studiebeurs voor de Empire State Universiteit, waar hij zijn uiteindelijke vriend voor het leven Reed Richards ontmoette. Toen Reed hem zijn plannen voor een speciaal ruimteschip toonde grapte Ben dat hij best de piloot wilde zijn. Na te zijn afgestudeerd ging Ben bij de luchtmacht als testpiloot.
Enkele jaren later nam Reed Richards weer contact op met Ben. Richards had zijn ruimteschip gebouwd en herinnerde Ben aan zijn belofte om als piloot mee te gaan. De overheid verbood Richards om zelf zijn schip uit te testen. Uiteindelijk besloten Ben en Reeds samen met Reeds vriendin Susan Storm en haar jongere broer Johnny Storm het schip toch te testen. Tijdens de reis werden ze blootgesteld aan hoge concentraties kosmische straling.
Dit ongeluk gaf alle vier de inzittenden van het schip speciale krachten. Ben onderging wel de grootste verandering. Zijn huid verhardde tot een dik oranje steenachtig pantser. Richards stelde hierop voor om de Fantastic Four te vormen. Ben, geschrokken van wat hij was geworden, gaf zichzelf de naam The Thing, in het Nederlands vertaald als Het Ding.
Gevangen in zijn monsterlijke vorm was Grimm een ongelukkig, maar wel loyaal lid van het team. Hij vertrouwde erop dat Reed Richards op een dag iets zou vinden om hem terug te veranderen. Nadat hij de blinde beeldhouwer Alicia Masters leerde kennen begon hij zich echter onbewust te verzetten om weer normaal te worden, uit angst dat Alicia hem het liefst zo “zag”. Dat is waarschijnlijk ook de reden dat geen van Reed Richards pogingen Ben terug te veranderden slaagde.
Ben verliet het team tijdelijk toen hij ontdekte dat hij op een andere planeet zijn mutatie kon beheersen, en zo heen en weer kon veranderen tussen zijn monster en menselijke vorm. Hij nam ook tijdelijk de rol als leider van de Fantastic Four over.

## Karakter
Met zijn opvliegende karakter en klein hartje is Het Ding vaak de tegenpool van de slimme maar wat droge Mr. Fantastic. Hij heeft een zwak voor Sue en een haat/liefde voor Johnny Storm.
De blinde beeldkunstenares Alicia Masters is lange tijd zijn meisje geweest. En hoewel hij er lang mee geworsteld heeft dat hij waarschijnlijk nooit meer als mens over straat zal gaan, blijft hij trouw aan wie hij is.
Zijn lijfspreuk is “It's clobberin’time!”, in het Nederlands Het is weer rammen geblazen. Hij haalt vaak zijn tante Petunia aan. En hij heeft geregeld mot met de Yancee Street Gang. Verder houdt hij van een goede sigaar en koud bier.

## Krachtniveau
Bens stenen huid is praktisch ondoordringbaar. Hij kan de inslag van projectielen en kogels weerstaan. Ook zijn uithoudingsvermogen is legendarisch.
Bens spierkracht is sterk veranderd in de loop der tijd. In het begin kon hij tot 5 ton tillen. Door de unieke training apparaten die Reed Richards voor hem ontwierp, en als resultaat van verdere mutatie is zijn kracht later toegenomen. Ben kan nu ongeveer 85 ton tillen. Hoewel zijn krachtniveau het niet haalt bij andere Marvelstripfiguren, zoals Thor, de Hulk en Juggernaut, geldt Ben nog steeds als een van de sterkste personages in de Marvelstrips.
In tegenstelling tot veel andere supersterke personages is Ben ook nog eens zeer bedreven in veel vechttechnieken, waaronder boksen en worstelen. Ook bezit hij de atletische lenigheid van een footballspeler. Daardoor hoeft hij niet puur op brute kracht te vertrouwen en kan hij gemakkelijk meerdere tegenstanders tegelijk aan.
Ben is verder een uitstekende piloot, hoewel veel vliegtuigen speciaal voor hem ontworpen moeten worden vanwege zijn enorme postuur.

## Vijanden
De beruchtste vijand van Het Ding is de Hulk. De Human Torch wil ook weleens een grap met hem uithalen. Verder is Het Ding snel aangebrand en maakt dan vaak amok. Hij mag Wolverine totaal niet.

## Solocarrière
Het Ding is naast de Human Torch de enige van de Fantastic Four die ook een eigen stripserie heeft gekregen. Hij verscheen in de team-upstrip Marvel Two-in-One samen met andere Marvelsuperhelden. Deze serie liep van januari 1974 tot juni 1983.
Daarnaast verscheen Het Ding in zijn eigen strip The Thing, die liep van juli 1983 tot juni 1986.

## Ultimate Thing
In de Ultimate Marvel-versie van de Fantastic Four is Ben Grimm al een goede vriend van Reed Richards sinds hun kindertijd. Op de lagere school beschermde Ben Reed tegen pestkoppen, in ruil Reeds hulp bij zijn huiswerk. Hij werd uitgenodigd om de demonstratie van Reeds experimentele teleportatiemachine bij te wonen. Hij raakte betrokken bij het ongeluk dat volgde en veranderde in Het Ding.
Hoewel Ben zich als een vrolijk iemand voordoet, heeft zijn verandering een zwaar psychologisch trauma teweeggebracht, iets dat hem soms bijna tot zelfmoord aanzet.

## Ding in films
- In de film Fantastic Four uit 1994 werden voor Bens personage in twee acteurs ingehuurd: Michael Bailey Smith als Ben Grimm en Carl Ciarfalio als The Thing. Deze film werd nooit uitgebracht.
- In de film Fantastic Four uit 2005 en de sequel Fantastic Four: Rise of the Silver Surfer wordt Ben gespeeld door acteur Michael Chiklis. Velen zien zijn personage als het trouwst aan de stripversie.
- In de film Fantastic Four uit 2015 wordt de rol vertolkt door Jamie Bell.

### Marvel Cinematic Universe
Sinds 2025 verscheen het personage in het Marvel Cinematic Universe en wordt hierin vertolkt door Ebon Moss-Bachrach. De Fantastic Four wordt als groep geïntroduceerd in The Fantastic Four: First Steps (2025), in een alternatief universum van de primaire tijdlijn in het Marvel Cinematic Universe. Deze versie van Ben Grimm is onder andere te zien in de volgende film:
- The Fantastic Four: First Steps (2025)

## Trivia
- Het Dings alias als “Blackbeard the Pirate” (Zwartbaard) komt voort uit een van de eerste Fantastic Four-strips. Hierin stuurt Dr. Doom (in zijn debuut) Het Ding, Mr. Fantastic en Human Torch terug in de tijd met zijn tijdmachine om de schat van Zwartbaard te vinden. Door een misverstand in het verleden wordt Het Ding echter per ongeluk degene die later bekend zou worden als Zwartbaard.